# The Other Final
The Other Final é um documentário, lançado em 2003 e dirigido por Johan Kramer, sobre uma partida de futebol entre as seleções do Butão e de Monserrate, em 2002.

## Cenário
Johan Kramer, diretor de cinema e torcedor neerlandês, após ver a seleção de seu país não se classificar para a Copa do Mundo de 2002 decidiu realizar uma partida entre as 2 piores seleções do mundo, segundo o ranking da FIFA de então, a ser disputado na manhã do dia da final da Copa do Mundo 2002.

## A Partida
| 30 de Junho de 2002 | Butão                                        | 4 – 0    | Monserrate | Changlimithang Stadium, Thimphu            |
| 10:54               | Wangay Dorji 4' 67' 78' · Dinesh Chhetri 76' | Detalhes |            | Público: 25,000 Árbitro: ENG Steve Bennett |

| Butão | Monserrate |

## O Documentário
O documentário recebeu 2 prêmios:
- Avignon Film Festival's - Melhor Documentário de 2003[6]
- Bermuda International Film Festival - Documentary Prize - Special Mention (2003)[6]